# 아이린 엔지
아이린 엔지(Irene Ng, 1974년 7월 30일 ~ )는 미국의 배우, 텔레비전 배우, 영화배우이다.
피낭주에서 태어났다.

## 영화
- 겜블 (1999년)
- 하드 맨 (1996년)
- 나이트 워치 (1995년)
- 하늘과 땅 (1993년)
- 조이 럭 클럽 (1993년)
- 법과 질서 (1990년)